# Karl Torlén
Karl Magnus Torlén, född 25 september 1985 i Nacka, Stockholm, är en svensk 49er-seglare som deltog i Olympiska sommarspelen 2008 där han slutade på 18:e plats tillsammans med Jonas von Geijer.

## Resultat
VM
- 2005: 89:e (Laser)
- 2007: 42:a
- 2008: 25:a

EM
- 2007: 19:e
- 2008: 19:e